# Otto Schoenrich
Otto Schoenrich (* 9. Juli 1876 in Baltimore, Maryland; † 9. Februar 1977 in Towson, Maryland) war ein US-amerikanischer Jurist.

Otto Schoenrich (rechts) mit Richter A. R. Thompson

## Leben

### Familie und Ausbildung
Otto Schoenrich, ältestes von vier Kindern des deutschstämmigen Sprachlehrers Carl Otto Schoenrich (1847–1932) sowie dessen Ehegattin  Lena A. geborene Sieck (1853–1940), graduierte 1894 mit Auszeichnung am Baltimore City College. Im Anschluss wandte er sich dem Studium der Rechtswissenschaften an der University of Maryland School of Law zu, dort erwarb er 1897 den akademischen Grad eines Bachelor of Laws. Er setzte sein Studium während seines Aufenthaltes in Kuba an der Universität von Havanna fort, dort promovierte er 1922 magna cum laude zum Doctor of Laws.
Otto Schoenrich vermählte sich am 10. Juni 1902 mit der gebürtigen Puertoricanerin  María Janer Arias (1878–1939). Aus dieser Verbindung entstammte die mit Fred Lynn Steely verheiratete Tochter Mercedes Schoenrich Janer (1903–1995) sowie der Sohn Carlos Otto Schoenrich Janer (1912–2003). Otto Schoenrich verstarb im Februar 1977 fünf Monate vor Vollendung seines 101. Lebensjahres in Towson. Er wurde in Hartsdale im Bundesstaat New York beigesetzt.

### Beruflicher Werdegang
Otto Schoenrich praktizierte nach seinem Studienabschluss an der University of Maryland School of Law als Rechtsanwalt in den Bundesstaaten Maryland sowie New Mexico, 1900 wechselte er als Assistant zur Commission to Revise and Compile Laws of Puerto Rico nach San Juan, im Folgejahr wurde er zum District Judge  der puerto-ricanischen Hafenstadt  Arecibo bestellt. 1904 erfolgte seine Ernennung zum Municipal Judge der an der Westküste gelegenen Hafenstadt Mayagüez, zusätzlich war er seit 1905 als Secretary des Special United States Commissioner to investigate the financial condition of Santo Domingo, im Jahre 1906 ebenfalls als Secretary des Minister of Finance der Dominikanischen Republik eingesetzt. Im gleichen Jahr wurde Schoenrich nach der zweiten Intervention der Amerikaner in Kuba als Secretary in die provisorische Regierung berufen, zeitgleich wurde er in die Advisory Law Commission gewählt, die das neue Kubanische Recht entwarf. 1909 kehrte Schoenrich nach Puerto Rico zurück, dort übernahm er das Amt des District Judge von Mayagüez, 1911 wurde er in Managua mit der Präsidentschaft der Nicaraguan Mixed Claims Commission betraut. Nach einer einjährigen Tätigkeit als District Judge im puerto-ricanischen Humacao übersiedelte er 1916 nach New York City, wo er als Partner in die Anwaltskanzlei Mallet-Prevost, Colt & Mosle eintrat, 1965 wurde er fast 90-jährig als Seniorpartner feierlich in den Ruhestand verabschiedet. Otto Schoenrich fungierte darüber hinaus in den Jahren 1929 sowie 1934 als Vermittler zwischen der amerikanischen und griechischen Regierung.

### Mitgliedschaften
Der überzeugte Anhänger der Republikaner Schoenrich hielt Mitgliedschaften in der American Society of International Law, der American Academy of Political and Social Science, der American Foreign Law Association, die er zeitweise präsidierte, der Peruvian American Association sowie in der Pan American Society of the United States, welcher er ebenfalls vormals als Präsident vorstand, inne.

### Ehrungen
Der international anerkannte Rechtsexperte Otto Schoenrich, der insbesondere durch Beiträge zu Lateinamerika sowie Rechtsthemen hervortrat, wurde mehrfach ausgezeichnet, darunter mit dem Orden vom Kreuz des Südens, dem Order of the Star of Africa sowie mit dem National Order of Honour and Merit, dem höchsten Orden des Staates Haiti. Die Universidad Autónoma de Santo Domingo ernannte ihn zum Honorary Professor of Law. Die Universität von Havanna ehrte Otto Schoenrich mit der Verleihung der Ehrendoktorwürde Doctor in Social Sciences and Public Law.

## Schriften
- Former Senator Burton's trip to South America, 1915, in: Publication (Carnegie Endowment for International Peace. Division of Intercourse and Education), no. 9., The Endowment, Washington, D.C., 1915
- The Nicaraguan Mixed Claims Commission, in: The American Journal of International Law, Volume 9, Number 4, American Society of International Law, Washington, D.C., Oct., 1915, S. 858–869.
- Santo Domingo : a country with a future, Macmillan, New York, 1918 Digitalisat

- The legacy of Christopher Columbus; the historic litigations involving his discoveries, his will, his family, and his descendants ... resulting from the discovery of America, A.H. Clark Co., Glendale, Calif., 1949–50
- Dr. Antonio Sánchez de Bustamante, in: The American Journal of International Law, Volume 45, Number 4, American Society of International Law, Washington, D.C., Oct., 1951, S. 746–749.
- The Civil Code for the Federal District and Territories of Mexico and the Mexican laws on alien landownership, Baker, Voorhis, New York, 1950
- La Comisión Consultiva de Cuba (1906-1909), Revista cubana de derecho público, La Habana, 1951
- Severo Mallet-Prevost, 1860-1948 : the concluding chapter of the historical notes & biographical sketches of the American branch of the Mallet family, Privately printed, New York, 1951
- El Alcázar de Diego Coloń : páginas de su historia = History of the Palace of Diego Columbus in Ciudad Trujillo, Dominican Republic, Pol Hnos., Ciudad Trujillo, 1958
- Reminiscences of an itinerant lawyer, Printed by J.H. Furst Co., Baltimore, 1967